# Floßländen in München
Es gab mehrere Floßländen (Anlegestelle für Flöße) in München. Heute wird die letzte noch verbliebene Floßlände, die zentrale Floßlände oder Zentrallände am Ende des Floßkanals in Thalkirchen, auch allgemein einfach als „Floßlände“ bezeichnet. Im Laufe der Geschichte gab es für die Isarflößerei in München jedoch noch weitere Floßländen an der Isar oder den Münchner Stadtbächen.

## Untere Lände

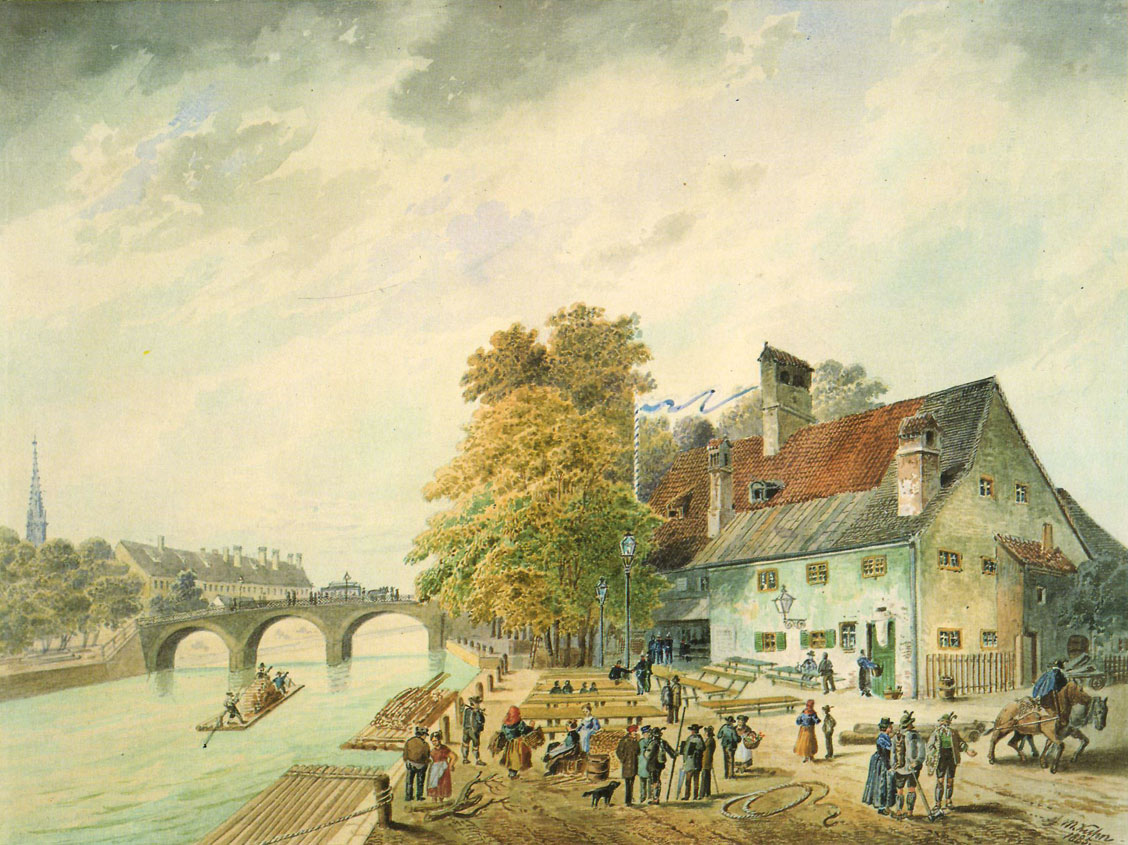
Untere Lände

Die Untere Lände lag isarabwärts der Ludwigsbrücke im Lehel etwa an der Stelle, an der die Ländstraße auf die Steinsdorfstraße trifft (Geokoordinaten). Sie war über Jahrhunderte hinweg die Hauptanlegestelle Münchens für die Flößerei, eine der größten Floßländen Europas, 1870 auch der größte Flusshafen Europas. Mit den Flößen brachten die Flößer Waren nach München wie z. B. Getreide, Käse und auch Tiere, andererseits wurden die Flöße ihrerseits weiterverwendet und dienten als Bauholz. Das  Brennholz dagegen wurde einzeln in den Fluss geworfen (man spricht dabei von Trift) und mit einem „Abrechen“ genannten Auffanggatter, das sich stromabwärts der Lände quer über die Isar erstreckte, aufgefangen.
Neben der Unteren Lände befand sich eine Sandbank in der Isar, sie diente als Lagerplatz für das Bauholz und Kohle. Darum hieß sie Kohleninsel, benannt nach den dort gelagerten Kohlehalden. Nach 1903 wurde sie mit dem Deutschen Museum bebaut.
Nahe der Lände lag die Flößerwirtschaft „Grüner Baum“. Für die 1891–1898 durchgeführte Begradigung des linken Isarufers zwischen Ludwigsbrücke und Maximiliansbrücke und den Bau einer Kaimauer wurde die untere Floßlände aufgelassen. Die Holztrift war bereits 1870 eingestellt worden.

## Obere Lände an der Isar

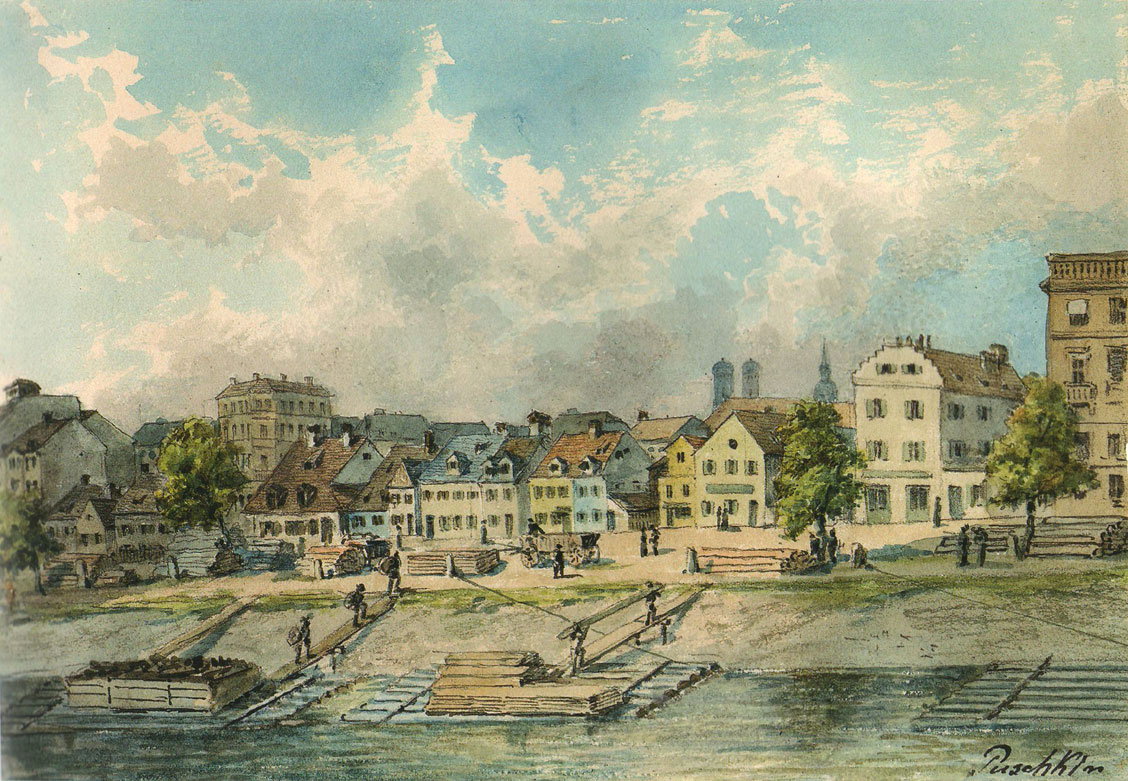
Obere Lände an der Isar (Joseph Puschkin)

Wenn die untere Lände überfüllt war bzw. von der Schließung der unteren Lände zum Ausbau des Isarkais bis zur Fertigstellung der Zentrallände wichen die Flößer auch auf Anlegeplätze am linken Isarufer oberhalb der Ludwigsbrücke im Bereich der heutigen Erhardtstraße aus (Geokoordinaten). Diese Anlegeplätze wurden auch als Obere Lände bezeichnet.

## Obere Lände am Westermühlbach

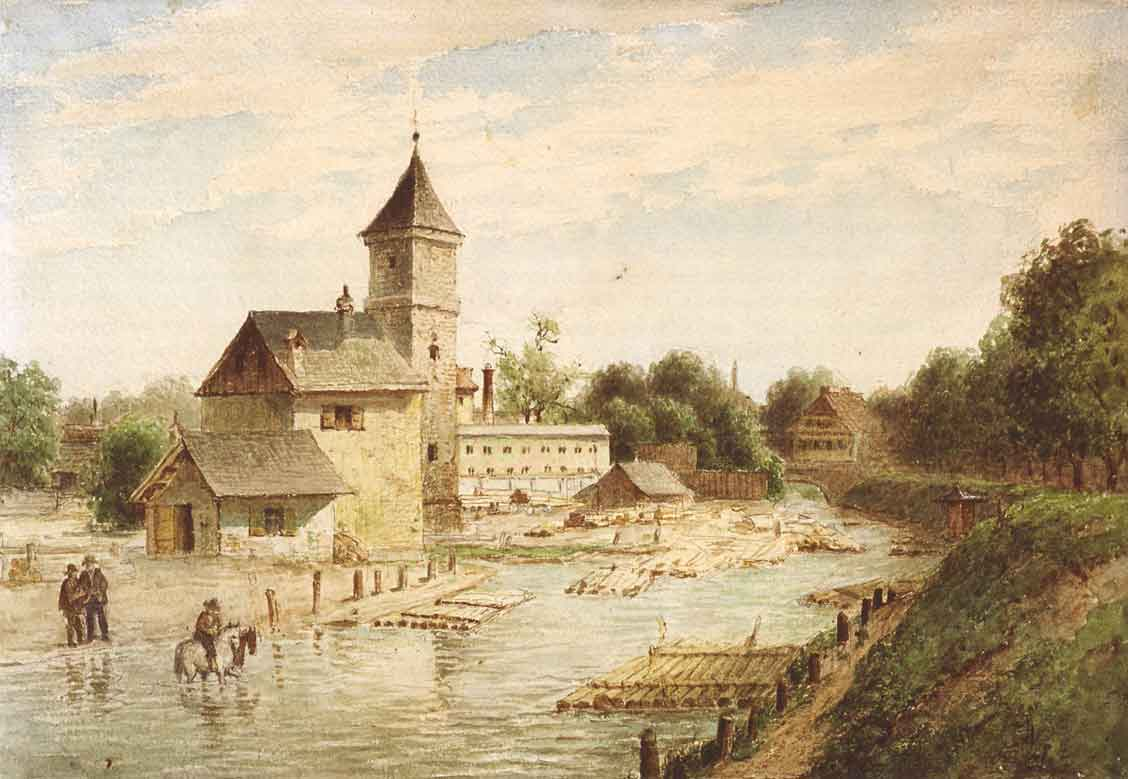
Obere Lände mit Brunnhaus am Westermühlbach

Ebenfalls als Obere Lände wurde ein Anlegeplatz in der Isarvorstadt am Westermühlbach in der Gegend der heutigen Geyer- und Holzstraße bezeichnet (Geokoordinaten). Die Zufuhr erfolgte über den Großen Stadtbach. Deswegen standen an diesem und dem Westermühlbach bis zur Floßlände keine Mühlen, da deren Räder sonst ständig in Gefahr gewesen wären, durch die Flöße beschädigt zu werden.
Die Obere Lände war eine „Kopflände“, eine Weiterfahrt zurück zur Isar und weiter isarabwärts war von hier aus nicht möglich. Die Flöße wurden daher zerlegt und das Holz bis zur weiteren Verwendung in der Nähe der Lände gelagert. So entstand ein großer Holzlagerplatz, der der Holzstraße ihren Namen gab. Neben der Floßlände stand ein Brunnhaus, in dem mit Wasserkraft Grundwasser für die Trinkwasserversorgung aus der Tiefe gepumpt wurde.

## Zentrallände

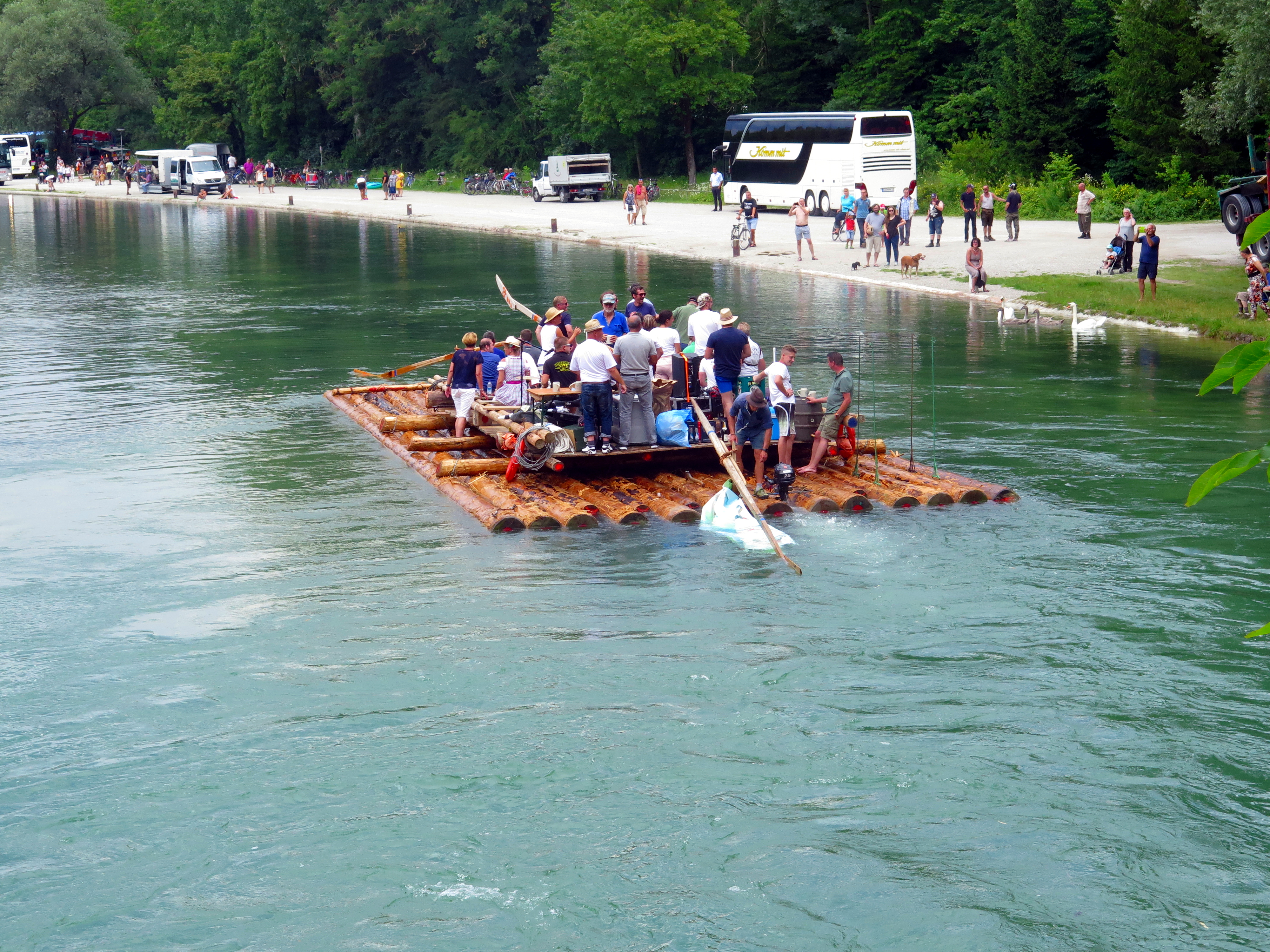
Ein Floß kurz vor dem Anlegen an der Zentrallände

Die Zentrallände liegt in Thalkirchen am Ende des Floßkanals (Geokoordinaten). Sie wurde 1899 als Ersatz für die geschlossenen Länden an der Isar gebaut und weil auch die Obere Lände am Westermühlbach durch die Ausweitung der Stadt nach Süden zu sehr eingeengt wurde. Sie entstand nahe der von 1857 bis 1892 bestehenden Notlände, die vorübergehend die Länden in München entlastet hatte.
Durch das Verkehrsmittel Eisenbahn verlor aber das Transportmittel Floß sowohl für den Holztransport als auch für den Warenverkehr zunehmend an Bedeutung, so dass die Nutzung der Zentrallände rückläufig war und sich die Kosten für ihre Errichtung nicht gelohnt hatten.
Heute wird die rund 400 m lange Zentrallände von der touristischen Flößerei genutzt. Hier legen pro Jahr 500–600 der großen Flöße an, die von Wolfratshausen die Isar abwärtsfahren. Außerdem zieht eine Welle beim Einlauf des Floßkanals in die Floßlände Flusssurfer und Kanuten an.

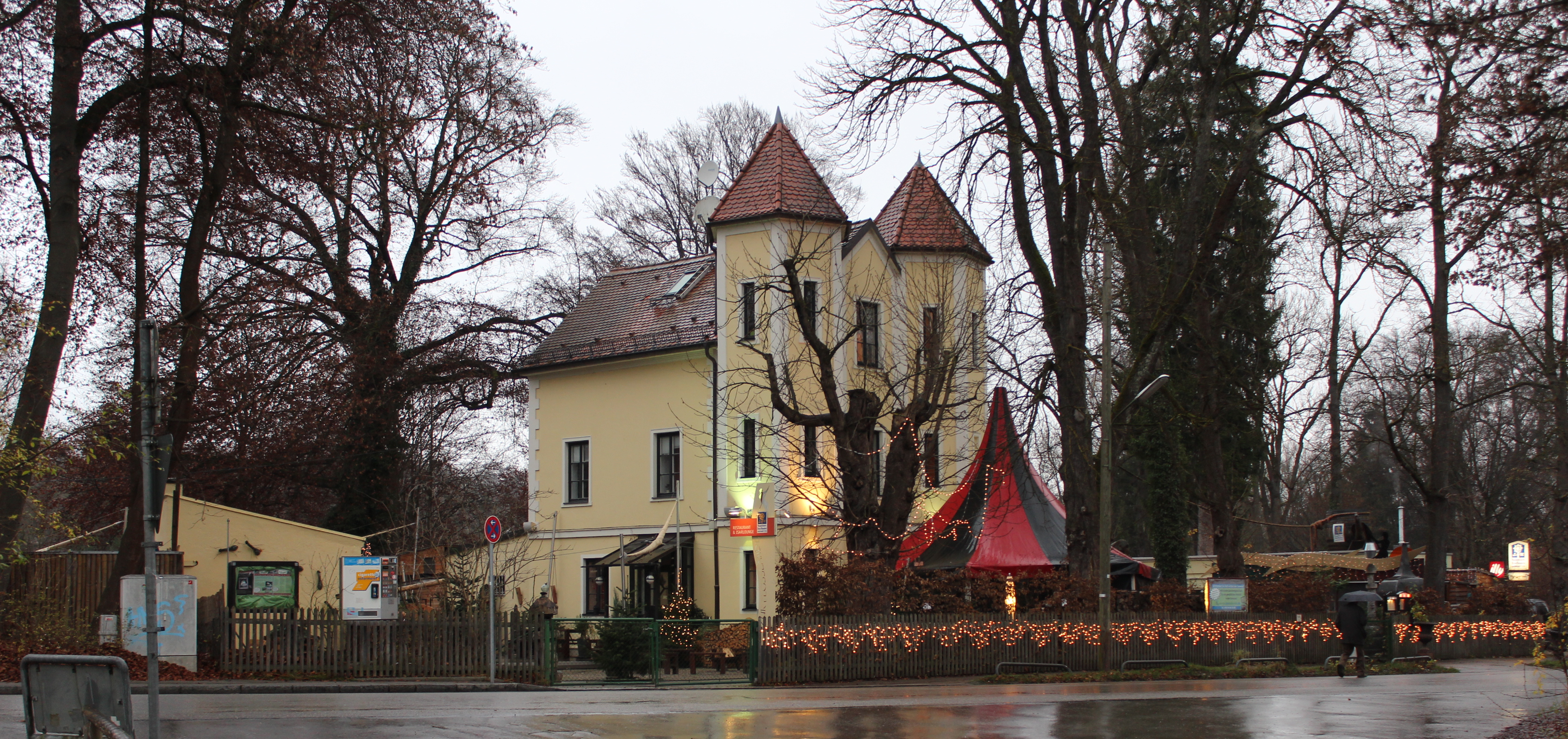
Gasthaus „Zur Floßlände“

Am Ende der Zentrallände wird das Wasser über ein Wehr, mit dessen Hilfe der Wasserstand der Floßlände gesteuert wird, abgelassen und der Kanal ab hier Mühlbach genannt. An dieser Stelle steht die Gaststätte Zentrallände, eine Villa aus dem 19. Jahrhundert, die beim Bau der Zentrallände erweitert und in eine Gaststätte umgewandelt worden war. Zwischen der Zentrallände und dem Isar-Werkkanal befindet sich seit 1961 das Vereinsgelände des 1913 gegründeten Cowboy Clubs München.